# Giennadij Ajgi
Giennadij Ajgi (czuwaski Айхи Геннадий Николаевич, ros. Геннадий Николаевич Айги, ur. 21 sierpnia 1934, zm. 21 lutego 2006) – czuwaski i rosyjski poeta, pisarz i tłumacz, zasłużony dla rozwoju czuwaskiego języka literackiego, a także promocji literatury i kultury czuwaskiej. Pisał po czuwasku i po rosyjsku.
Od młodych lat pisał po czuwasku. W 1953 r. dostał się do Instytutu Literatury im. Gorkiego, studiował pod kierunkiem Michaiła Swietłowa. Kontakty z Borysem Pasternakiem doprowadziły do zainteresowania się nim tajnych służb, pod naciskiem których Ajgi został w 1958 r. zwolniony z instytutu, oficjalnie za napisanie tomu wierszy nie odpowiadających realizmowi socjalistycznemu. Pod wpływem Pasternaka Ajgi zaczął pisać po rosyjsku, zdecydował się także pozostać w Moskwie i tu też w latach 1961–1971 pracował w muzeum Majakowskiego. 
Równolegle z oryginalną twórczością Ajgi zajmował się także przekładem poezji światowej na język czuwaski. W wyniku jego pracy powstały antologie Poeci Francji, Poeci Węgier, Poeci Polski. Wraz ze wzrostem popularności Ajgi został też swoistym ambasadorem kultury i literatury czuwaskiej na terenie ZSRR i poza nią. Począwszy od lat 60. utwory Ajgiego były tłumaczone na wiele języków i wydawane w różnych krajach, aczkolwiek jego debiutancki tom mógł ukazać się oficjalnie dopiero w 1991 r., po upadku ZSRR.
Ajgi otrzymał szereg nagród i wyróżnień za swą twórczość i działalność translatorską, m.in. Nagrodę im. Pasternaka (2000, jako pierwszy), Nagrodę Akademii Francuskiej (1972, za przekład na czuwaski literatury francuskiej), Nagrodę Petrarki (1993) itp.

## Tłumaczenia na język polski
- Noc pierwszego śniegu, przekł. J. Waczków, W. Woroszylski, Warszawa 1973;
- Pola - sobowtóry: wiersze 1954-1994, przekł. J. Waczków, W. Woroszylski, Warszawa 1994;
- Zeszyt Weroniki, przekł. J. Waczków, Warszawa 1995;
- Tutaj, przekł. W. Woroszylski, Sejny 1995.